# 颱風布倫達 (1989年)
颱風布倫達（英語：Typhoon Brenda，菲律賓大氣地球物理和天文服務管理局：Bining）是1989年太平洋颱風季中其中一個熱帶氣旋，風暴於5月16日形成，在5月21日消散，維持了約5日。布倫達最初源自菲律賓以東海面的季風槽，形成後以西北偏西移動，當日成為熱帶風暴並穿過呂宋島南部，出海後轉西北偏北經過南海，5月20日增強為一股颱風，同時開始影響香港及澳門，最終在同日登陸中國大陸廣東省台山市廣海鎮，翌日消散。
布倫達為菲律賓和華南地區造成破壞，同時導致皇家香港天文台需要懸掛該年首個八號烈風或暴風信號，鄰近的澳門地球物理暨氣象台更一度掛起該年首個九號風球。在菲律賓全國，共有13至19人因風暴喪生，經濟損失7,300萬比索。中國大陸方面有84人喪生，經濟損失5.9億人民幣。至於香港有6人喪生，經濟損失至少880萬港元，而原定在5月20日的支援八九民運遊行則不受影響，最後仍有四萬人出席。

## 氣象歷史
一個熱帶低氣壓於5月16日早上在馬尼拉之東南偏東約1220公里的一個季風槽形成，它以25公里每小時的速度向西北偏西移動，同日下午增強為熱帶風暴，美國聯合颱風警報中心命名為布倫達，臺灣交通部中央氣象局同日將其升格為輕度颱風。5月17日早上登陸菲律賓薩馬島，並改向西北移動橫過菲律賓中部，吹襲呂宋南部。當日下午於馬尼拉以南約40公里掠過。由於風暴迫近菲律賓，菲律賓大氣地球物理和天文服務管理局監測該風暴，並賦予當地名字「Bining」。
其後它在同日進入南中國海，並轉向西北偏北移動，時速減慢至13公里，5月18日下午進一步增強為強烈熱帶風暴。它在穩定地發展下，於5月19日增強為颱風，其中心位於香港東南偏南約390公里，中央氣象局和皇家香港天文台同時分別將其升格為中度颱風及颱風，不完整的風眼開始形成。它在5月20日達到顛峰強度一分鐘風力約每小時140公里，之後繼續採取偏西北路徑及保持颱風等級強度，趨向廣東西岸。在掠過上川島後，它在5月20日下午仍以颱風等級強度，在陽江以東約50公里登陸（即在中國大陸廣東省台山市廣海鎮沿海），其結構迅速崩潰，5月21日早上在陽江市西北偏西約60公里處減弱為低壓區，中央氣象局和皇家香港天文台皆認定其已消散。

## 防災措施和影響

### 菲律賓
5月16日，由於布倫達迫近，菲律賓向全國20個省發出風暴警告，多艘商業船隻留在港內，直至風暴離去。菲律賓航空公司至少有50個國內航班被取消，國際航班則轉飛至其他不是在颱風移動範圍內的機場。
布倫達所產生的強風對米沙鄢群島至呂宋等地區造成了廣泛破壞，又吹倒了無數樹木和電力線路。比科爾地區及中米沙鄢出現大範圍電力中斷，三人因自己駕駛的汽車被吹倒入至一輛巴士內而死亡。5月16日，在拍攝電影期間，一架直升機在馬尼拉以南大約45公里處墜毀，造成五人死亡及四人受傷，直升機是因為被布倫達的強風吹倒而墜毀。風暴引發的水浸，促使官員疏散超過5,700人。
颱風致使大海波濤洶湧，導致幾宗意外事件發生。一艘快艇啟動後在馬尼拉以東大約320公里處翻沉，造成兩人遇溺和其他13人失踪。卡拉维特島對開海面，23人在貨船「三描禮士號」沉沒後失踪。在阿爾拜省，「科拉松二號」在塔瓦科鎮碼頭停泊時被吹沉。此外，五萬噸級船隻「偉業號」在呂宋島南端對開沉沒，五名船員墜海。據報導，該批船員在海上漂流了三天，把一個臨時木筏綁在海龜後面拖走至安全地方。整個菲律賓中共有13至19人因風暴喪生，另外40至53人失踪。共有652間民居被摧毀，另外4,392間遭損壞。風暴導致的經濟損失達7,300萬比索（286萬美元）。

### 港澳及臺灣
- 香港
  - 當地評定巔峰強度分級：（HKO）
  - 當地評定最大持續風速：140每小時（39每秒；76節）（十分鐘）
  - 當地懸掛之最高熱帶氣旋警告信號： 八號東北烈風或暴風信號 /  八號東南烈風或暴風信號
  - 最接近當地時間：1989年5月20日下午5時
  - 最接近當地位置：天文台總部之西南約130公里
- 澳門
  - 當地懸掛之最高熱帶氣旋信號： 九號風球
  - 最接近當地位置：澳門西南90公里

臺灣交通部中央氣象局在5月18日下午3時正為布倫達發布海上颱風警報，到20日下午2時35分解除警報，期間沒有災情。
皇家香港天文台在5月19日早上8時45分懸掛一號戒備信號，當時強烈熱帶風暴布倫達位於香港之東南偏南約600公里。隨著布倫達增強成一颱風及移近香港，風力開始增強，天文台於晚上9時45分改掛三號強風信號。天文台在5月20日清晨5時15分改掛八號東北烈風或暴風信號，香港多處地區已經受東北烈風影響，離岸及高地吹暴風，隨後在下午4時正再改掛八號東南烈風或暴風信號。因應風向轉變，風力短暫減弱，東南烈風快速擴展至香港廣泛地區，部份地區（如橫瀾島、長洲、大尾篤）更颳起暴風，風力再次增強。布倫達於下午5時左右最接近香港，當時位於香港之西南約130公里，天文台總部早於兩小時前錄得最低瞬時海平面氣壓995.3百帕。隨着布倫達遠離香港，風勢逐漸減弱，天文台於同日晚上11時15分改掛三號強風信號。在廣東西部登陸後，布倫達迅速減弱，所有信號於5月21日早上7時15分除下。
布政司署保安科在風暴之前將暫住在船上的逾兩千名越南船民撤到岸上，其中1,600人往深水埗難民營暫避，其餘的則往青洲羈押中心；同時駐港英軍皇家運輸團亦奉命運送昂船洲對開海面五艘小輪上的另外兩千名船民，到深水埗難民營入住。布倫達來襲期間，除了地鐵、九廣鐵路和輕鐵能夠全日有限度運作外，其餘陸上交通在7月20日停止服務，機場方面則有100班航機改飛其他地方、延誤或取消，風暴期間共接獲100宗山泥傾瀉及118宗水浸報告，主要在新界。跑馬地大坑道近樂活道山坡在當日晚上發生山泥傾瀉，阻塞一條行車線；何文田加多利山有大樹連根拔起，同樣阻塞交通。一輛的士在牛池灣新清水灣道近彩雲邨位置被強風吹上行人路，再撞向一輛貨車尾部，車上四人三死一重傷，包括一名風暴下仍冒險開工之肇事的士司機；黃大仙馬仔坑木屋區有三間木屋遭山泥掩埋，有兩人在睡夢中被活埋喪命。另外一艘拖船在青洲海面沉沒，兩名船員墜海，一人獲救，另一人則失蹤。
由時任香港立法局議員李柱銘等人士領導的民主政制促進聯委會，為響應支援八九民運而定在5月20日舉辦五二零遊行，原定從維多利亞公園出發，遊行至灣仔皇后大道東的新華社香港分社（今灣仔帝盛酒店）。民促會本來為防出現受傷事件而打算取消遊行，但考慮會有市民不理天氣繼續上街，若然取消會造成更多混亂，所以改變主意繼續舉辦，李柱銘後來也穿上泳褲出席。結果當日仍有四萬人冒著風雨在黃昏出發，並高叫口號及唱歌，在新華社香港分社門口不時有「打倒李鵬」的呼聲。總括風暴災情，颱風共造成六人死亡、119人受傷、一人失蹤，另有899人無家可歸，經濟損失至少880萬港元。
至於澳門地球物理暨氣象台在5月20日早上11時半至晚上9時，一度懸掛九號風球，是該年首個九號風球，受颱風影響，澳氹大橋在風暴中需要暫時關閉，氹仔馬場的改建工程以及運往澳門的純種馬匹路程一度受阻。而當日由澳門聲援中國學運聯委會主辦的「救命救國救中華」遊行繼續舉行，在九號風球下仍有兩萬澳門市民參加。

### 中國大陸
- 當地評定巔峰強度分級：（CMA）
- 當地評定最大持續風速：35每秒（68節；130每小時）（二分鐘）
- 當地評定中心最低氣壓：970百帕斯卡（28.64英寸汞柱）

布倫達是自1983年以來影響廣東省最大的一個熱帶氣旋，也是自1963年以來年內最早影響廣東的一個。中國大陸當局指該年「第三號颱風」（指布倫達）已於5月21日上午0時於台山縣廣海鎮沿海登陸，風力達十二級以上。受颱風影響，省內各地往香港、澳門及相互往來的客、貨輪均全部停航至颱風警報解除。全個廣東省因狂風及大雨，造成嚴重的洪災和山泥傾瀉，142萬公頃農地遭淹沒，直接經濟損失5.9億人民幣，據皇家香港天文台引述新聞報導，粵西地區有84人喪生。而中國新聞社的不完全統計指出，淹沒農地是逾370萬畝，倒塌及損毀房屋近萬間，損壞公路路段逾四百公里，倒下或斷裂的電話線逾1,600公里。
受其影響，廣東省38個縣市降下大雨至特大暴雨，珠海市和中山市因暴雨而造成的損失較明顯，恩平縣及台山縣轄下廿個鎮通訊中斷，廣州市低窪地區出現水浸。台山縣逾百公里路段受浸，近40萬畝農田被淹，房屋倒塌或受損逾兩百間，還有大批魚蝦塘和禽舍受到損壞。肇慶市自颱風登陸後連日來下暴雨，至5月26日止已有十萬人受災，受浸農田近78萬畝，房屋倒塌近2,100間，並有22人死63人傷，直接經濟損失逾一億人民幣。其轄下的廣寧縣因房屋倒塌，11人遭壓死；另外陽春縣及雲浮縣各有至少三千人被洪水圍困；深圳市因正遇上大潮期而難逃淹水命運，有逾3,600間民居受浸，逾90間廠房進水。豐順縣出現猛烈洪水，沖毀48處堤防、35個山塘及十座水電站，全縣有5.5萬人受困，並有五人死、兩人失蹤、12人傷，直接經濟損失逾半億人民幣，其後全縣組織近三萬人搶險救災，以冀恢復生產。

## 註腳
1. ↑  本文所有金額按當年幣值計算。
2. ↑  包括日本氣象廳在內的全世界大部分區域專責氣象中心採用十分鐘持續風速衡量熱帶氣旋強度，但美國的聯合颱風警報中心採用一分鐘持續風速，兩個數值的換算比約為1比1.14。[3]

## 外部連結
- 1989年熱帶氣旋年刊 （页面存档备份，存于），皇家香港天文台
- 歷年天災的回顧 （页面存档备份，存于），香港天文台
- 1989年熱帶氣旋最佳路徑 （页面存档备份，存于），中國氣象局